# Leonardo Benevolo
Leonardo Benevolo (Orta San Giulio, 25 de septiembre de 1923-5 de enero de 2017) fue un arquitecto e historiador italiano.

## Biografía

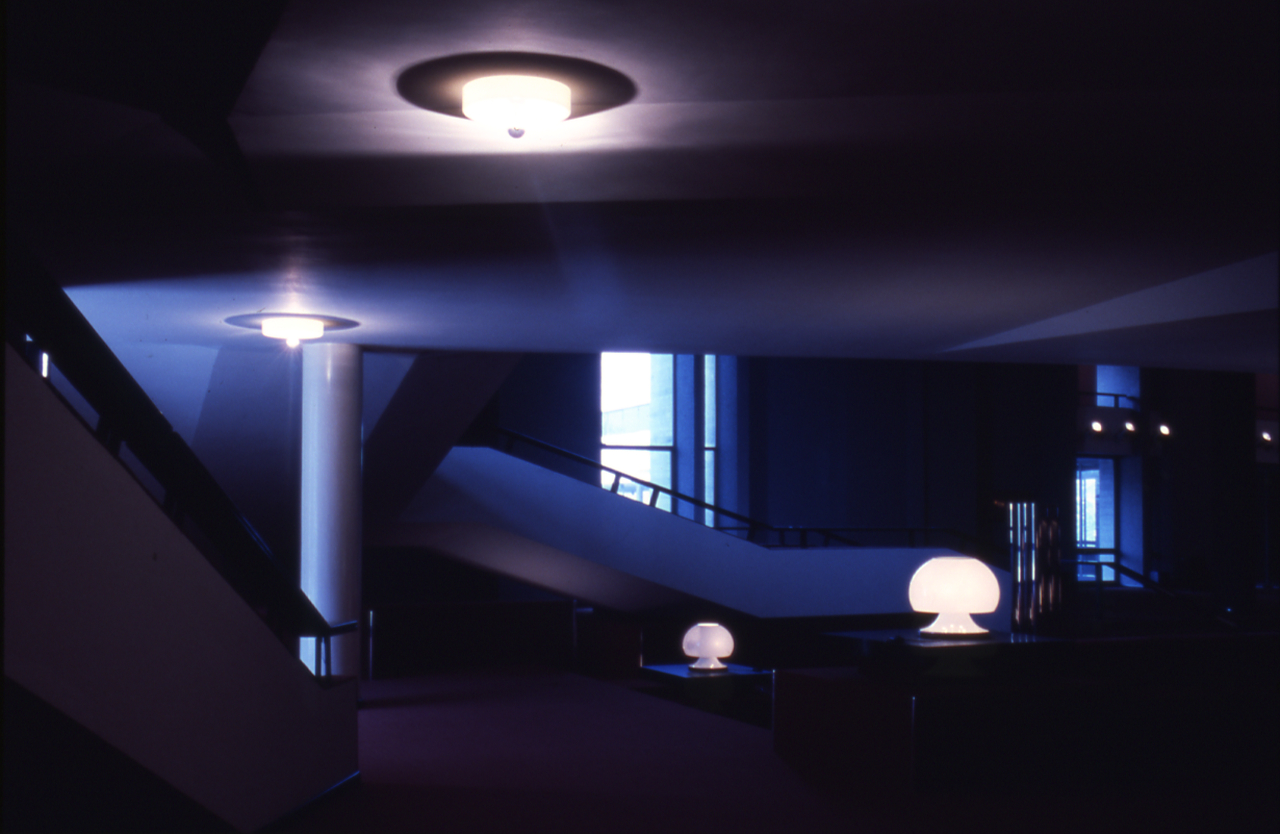
Leonardo Benevolo, con Tommaso Giura Longo y Carlo Melograni: Palazzo degli Affari e della Borsa, Bologna. Interior. Photo por Paolo Monti, 1976

Estudia arquitectura en la Universidad de Roma, donde se gradúa en 1946. Enseña historia de la arquitectura en el Ateneo, y después en las universidades de Florencia, Venecia y Palermo. Por sus intuiciones geniales (revolucionarias en la cultura de aquellas épocas), en particular acerca de la diferencia fundamental entre la arquitectura romana y la griega, se le encomienda la cátedra de "Historia y estilos de la arquitectura I y II" en la facultad de Roma en 1956, con tan solo 33 años.
Sus escritos, difundidos y traducidos en muchos países, le han conferido fama internacional, por lo cual se lo puede considerar como uno de los más insignes historiadores de la arquitectura y del urbanismo.
Además de la actividad didáctica, Leonardo Benevolo desarrolló una intensa actividad profesional, que lo llevó a proyectar y construir la nueva sede de la Feria de Bolonia, el plan regulador de Ascoli Piceno, el plan del centro histórico de Bolonia y el plan regulador de Monza (1993-97), entre otros.
Integró la comisión encargada del plan de reconstrucción de la zona de la presa del Vajont en 1963 tras la destrucción que tantas muertes ocasionara en las localidades de Longarone, Erto y Casso.
Convocado a proyectar el nuevo barrio San Polo en Brescia, se establece allí definitivamente, continuando su actividad profesional, en particular en urbanismo (planes reguladores de diversas ciudades del Piamonte y Lombardía). Antes de su fallecimiento se dedicó al proyecto y a la teoría.

## Obras publicadas
- Storia delle città (IV volumi). Bari: Casa editrice Giuseppe Laterza & figli, 2006
- L'architettura nell'Italia contemporanea. Bari: Laterza, 2006
- L'architettura nel nuovo millennio. Bari: Laterza, 2006
- Storia dell'architettura del Rinascimento. Bari: Laterza, 2006
- Storia dell'architettura moderna. Bari: Laterza, 2006 - (Historia de la arquitectura moderna de Editorial Gustavo Gili, Barcelona, 2002, 8.ª edición)
- Introduzione all'architettura. Bari: Laterza, 2005 - (Introducción a la arquitectura de Ediciones Celeste, 1994, 1ª edición)
- Le origini dell'urbanistica moderna. Bari: Laterza, 2005 - (Orígenes del urbanismo moderno de Ediciones Celeste, 1994, 1ª edición)
- La città nella storia d'Europa. Bari: Laterza, 2004

hay  publicadas obras de 1975